# Stictolissonota longiterebra
Stictolissonota longiterebra är en stekelart som beskrevs av Dali Chandra och Gupta 1977. Stictolissonota longiterebra ingår i släktet Stictolissonota och familjen brokparasitsteklar. Inga underarter finns listade i Catalogue of Life.